# Lilly Maxwell

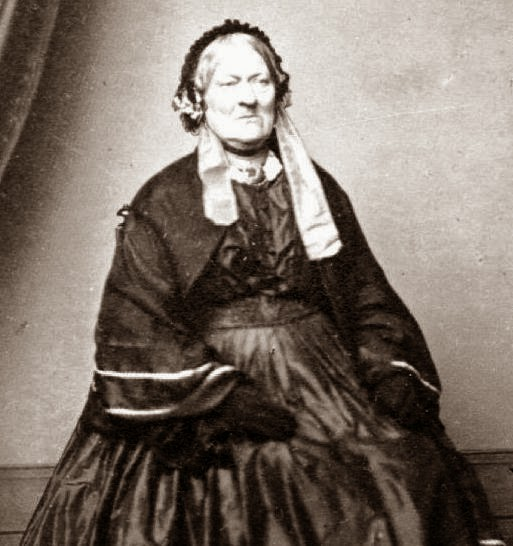
Lilly Maxwell, 1860er Jahre

Lilly Maxwell oder Lily Maxwell (* um 1800 in Schottland; † 24. Oktober 1876 in Withington, Manchester) war eine schottisch-britische Frauenrechtlerin, die 1867 als erste Frau öffentlich angekündigt an einer Parlamentswahl teilnahm, obwohl der Reform Act 1832 das Wahlrecht nach allgemeinem Verständnis auf „männliche Personen“ beschränkt hatte. Dies führte zu einem wichtigen Präzedenzfall vor dem Court of Common Pleas.

## Leben
Maxwell wurde um das Jahr 1800 in Schottland geboren und hatte ursprünglich im Hausdienst gearbeitet, bevor sie einen Tante-Emma-Laden eröffnete. Sie hatte, zu diesem Zeitpunkt wahrscheinlich Witwe, ein Geschäft und ein Haus in der Ludlow Street 25, Chorlton-on-Medlock, Manchester, gemietet, was zusammen so viel Wert hatte, dass ihr Haushalt die vor 1867 geltende 10-Pfund-Grenze für die Wahlberechtigung der Stadt erreichte. Infolgedessen erschien ihr Name irrtümlich auf der Wählerliste für Manchester, da ihr Vorname Lilly mit dem eines Mannes verwechselt wurde. Ihre versehentliche Aufnahme in die Liste wurde von einem der Wahlkandidaten, Jacob Bright, einem Befürworter des Frauenwahlrechts, entdeckt. Zusammen mit seiner Frau Ursula war er im Januar 1867 Mitbegründer des Manchester-Zweiges der National Society for Women’s Suffrage. Brights Wahlausschuss machte Lydia Becker, die Sekretärin der Gesellschaft, auf Maxwells Eintrag in der Liste aufmerksam, und diese informierte Maxwell über die Situation.
Maxwell war nicht die erste Frau, die auf Wählerlisten gelangte, aber in diesem Fall wurde sie von Becker ermutigt, ein öffentlicher Testfall zu sein. Aufzeichnungen zeigen, dass bereits zuvor Frauen in Großbritannien unbemerkt von der breiten Öffentlichkeit gewählt hatten, darunter 1843 um die dreißig Frauen in Lichfield. Es waren Frauen, die wie Maxwell Eigentum besaßen und Haushalte führten. Tatsächlich war Maxwell offenbar eine rechtsfähige Bürgerin (citizen in her own right), da aktenkundig ist, dass sie wegen eines Verstoßes gegen die Maßgesetze von einem Polizeigericht zu einer Geldstrafe von einem Pfund verurteilt worden war.
Am 26. November 1867 war sie dann die erste Frau, die unter öffentlicher Wahrnehmung an einer Parlamentswahl teilnahm, obwohl der Reform Act 1832 das Wahlrecht ausdrücklich nach allgemeinem Verständnis auf „männliche Personen“ beschränkt hatte. Die Wahl war eine Nachwahl des zweiten Sitzes im damaligen Wahlkreis Manchester, nachdem der Abgeordnete der Liberal Party, Edward James, Anfang November 1867 überraschend an Typhus verstorben war. Der Wahlleiter erlaubte Maxwell, im Rathaus von Chorlton zu wählen. Maxwell stimmte für Jacob Bright, den liberalen Kandidaten. Zu dieser Zeit musste das Votum vom Wähler laut ausgesprochen werden. Bright gewann die Wahl mit einer so großen Mehrheit, dass es keine rechtliche Überprüfung der Abstimmung gab und die Rechtmäßigkeit der Wahl und die Teilnahme von Maxwell unangefochten blieben. Bright erwähnte Maxwells Stimme in seiner Siegesrede und beschrieb sie als „eine fleißige, ehrliche Person, die ihre Steuern zahlt wie Sie“.
Maxwells Wahl wurde in der satirischen Zeitschrift Punch mit einem Spottlied kommentiert.
Becker und der Manchester-Zweig der National Society for Women’s Suffrage ermutigten in der Folge 5.346 andere weibliche Haushaltsvorstände, die Aufnahme ihrer Namen in die Wählerlisten zu beantragen. Diese Anträge wurden am 2. November 1868 von John Coleridge und Richard Pankhurst für die Frauen als Klage „Chorlton gegen Lings“ beim Court of Common Pleas eingereicht. Die Rechtslage war nicht eindeutig, da die einschlägigen Rechtsvorschriften das Wort „männlich“ nicht enthielten, sondern stattdessen den zweideutigen Begriff „man“ verwendeten. Das Urteil legte im Ergebnis fest, dass Frauen bei britischen Wahlen nicht wählen dürften.
Becker hielt Kontakt zu Maxwell und vermerkte, dass sie Geschäft und Haus aufgeben musste, weil sie „ein finanzielles und völlig unverdientes Unglück ereilt hat“. Maxwell wurde Putzfrau und am 5. April 1876 in das Union Workhouse in Withington, Manchester, das örtliche Arbeitshaus, eingewiesen, wo sie am 24. Oktober 1876 an einer Kombination aus chronischer Bronchitis und einer bösartigen Magenerkrankung starb. Ihr Todesalter wurde mit 75 Jahren angegeben. Sie war Presbyterianerin und wurde auf dem Bradford Cemetery in Manchester beigesetzt.